# Puccinia andropogonis
Puccinia andropogonis är en svampart som beskrevs av Schwein. 1832. Puccinia andropogonis ingår i släktet Puccinia och familjen Pucciniaceae.   Inga underarter finns listade i Catalogue of Life.

## Källor

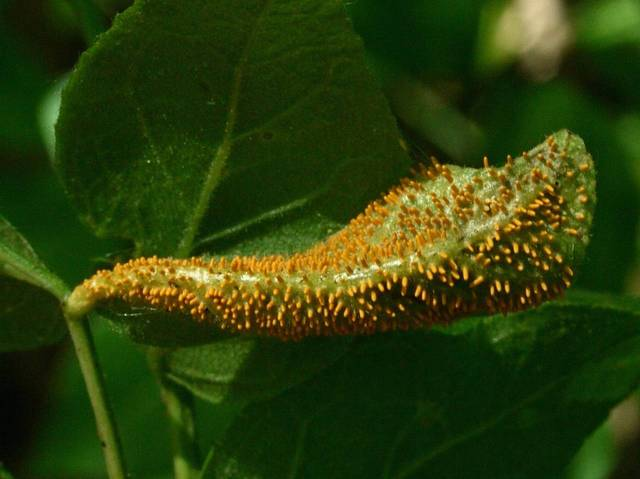
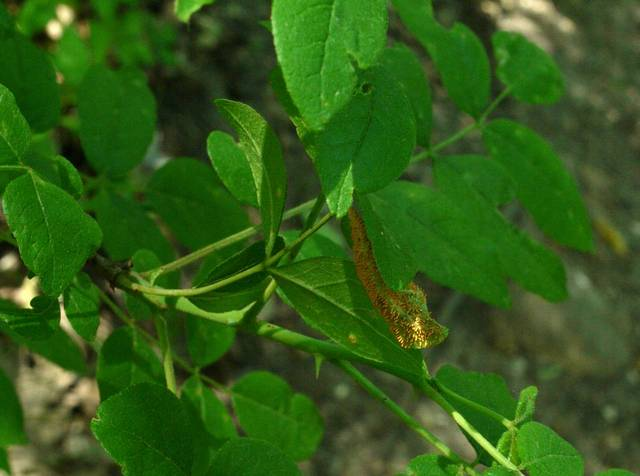